# Meeboldina
Meeboldina  es un género con cinco especies de plantas herbáceas perteneciente a la familia Restionaceae. Es originario del sudoeste de Australia.

## Especies deMeeboldina
- Meeboldina cana (Nees) B.G.Briggs & L.A.S.Johnson, Telopea 8: 29 (1998).
- Meeboldina coangustata (Nees) B.G.Briggs & L.A.S.Johnson, Telopea 8: 30 (1998).
- Meeboldina crassipes (Pate & Meney) B.G.Briggs & L.A.S.Johnson, Telopea 8: 30 (1998).
- Meeboldina denmarkica Suess., Boissiera 7: 21 (1943).
- Meeboldina scariosa (R.Br.) B.G.Briggs & L.A.S.Johnson, Telopea 8: 30 (1998).